# Sandee
Sandee (* 29. Dezember 1976 in Thun; bürgerlicher Name Sandra Moser) ist eine Schweizer Mundartsängerin.

## Karriere
Sie war schon in ihrer Kindheit sehr musikalisch und lernte zuerst (wie fast alle Kinder) Blockflöte spielen. Mit acht Jahren schenkte ihr der Vater eine Ukulele, auf welcher sie erste Songs schrieb. Mit 13 war sie in der ersten Band (Cosmos), später manchmal sogar in vier verschiedenen Bands gleichzeitig. Mit 14 Jahren schrieb sie einen Song über Polo Hofer, der an einer Musical-Show in der Schule aufgeführt wurde.
Von 1998 bis 2000 war sie Backgroundsängerin beim sehr erfolgreichen Schweizer Mundartsänger Gölä (rund 500'000 verkaufte Tonträger). Von 2000 bis 2002 war sie als Chorsängerin mit Hanery Amman auf Tournee. 2003 kam ihr erstes eigenes Mundartalbum «Irgendwenn, irgendwo» auf den Markt, das bis heute 30'000 mal verkauft worden ist. 2005 erschien das zweite eigene Album «Meh vo mir», welches auf Platz drei der Schweizer Hitparade einstieg und bis heute 20'000 mal verkauft worden ist. Auch das dritte und vierte Studioalbum von Sandee («Mexico» und «Diva?») waren sehr erfolgreich und in den Top Ten der Schweizer Charts (Platz 8 und 5).

## Diskographie

### Alben
- «Irgendwenn, irgendwo» (2003)
- «Meh vo mir» (2005)
- «Mexico» (2007)
- «Diva?» (2009)
- «Zrügg zu mir» (2017)

## Fussnoten
1. 1 2  CH-Chartdiskografie
2. ↑  Auszeichnungen für Musikverkäufe: CH

| Personendaten    | Personendaten                   |
| ---------------- | ------------------------------- |
| NAME             | Sandee                          |
| ALTERNATIVNAMEN  | Moser, Sandra (wirklicher Name) |
| KURZBESCHREIBUNG | Schweizer Mundartsängerin       |
| GEBURTSDATUM     | 29. Dezember 1976               |
| GEBURTSORT       | Thun, Kanton Bern, Schweiz      |